# Liste der Einträge im National Register of Historic Places im Stevens County (Washington)
Diese Liste der Einträge im National Register of Historic Places im Stevens County (Washington) enthält alle im Stevens County, Washington in das National Register of Historic Places eingetragenen Gebäude, Bauwerke, Objekte, Stätten oder historischen Distrikte.
Diese Liste entspricht dem Bearbeitungsstand des National Park Service/National Register of Historic Places vom 16. August 2024.

## Legende
| NRHP | Historic Place             |
| HD   | National Historic District |

## Aktuelle Einträge
| [ 2 ] | Name                                         | Bild                                         | Eintragsdatum                 | Lage                                                                                   | Ort          | Beschreibung |
| ----- | -------------------------------------------- | -------------------------------------------- | ----------------------------- | -------------------------------------------------------------------------------------- | ------------ | ------------ |
| 1     | Barstow Bridge                               |                                              | 30. März 1995 ID-Nr. 95000263 | US 395 und Co. Rd. 4061 über den Kettle River 48° 47′ 4,6″ N, 118° 7′ 31,7″ W          | Kettle Falls |              |
| 2     | Clayton School                               | weitere Bilder                               | 28. Aug. 2003 ID-Nr. 03000862 | an der Straßenecke der Park Ave. und der Swenson Rd. 47° 59′ 45,1″ N, 117° 33′ 57,4″ W | Clayton      |              |
| 3     | Collins Building                             | weitere Bilder                               | 19. Nov. 1998 ID-Nr. 98001418 | 202 S. Main St. 48° 32′ 36″ N, 117° 54′ 22,6″ W                                        | Colville     |              |
| 4     | Columbia River Bridge at Kettle Falls        | weitere Bilder                               | 28. März 1995 ID-Nr. 95000260 | US 395 über den Columbia River 48° 37′ 34″ N, 118° 7′ 1″ W                             | Kettle Falls |              |
| 5     | Columbia River Bridge at Northport           | weitere Bilder                               | 24. Mai 1995 ID-Nr. 95000624  | WA 25 über den Columbia River 48° 55′ 21″ N, 117° 46′ 32″ W                            | Northport    |              |
| 6     | Colville Flour Mill                          | Colville Flour Mill                          | 29. Juni 1995 ID-Nr. 95000809 | 466 W. First St. 48° 32′ 39″ N, 117° 54′ 39,6″ W                                       | Colville     |              |
| 7     | Hudsons Bay Gristmill Site on Colville River | Hudsons Bay Gristmill Site on Colville River | 12. Apr. 1982 ID-Nr. 82004295 | Adresse nicht veröffentlicht                                                           | Kettle Falls |              |
| 8     | Keller House                                 | Keller House                                 | 18. Apr. 1979 ID-Nr. 79002559 | 700 N. Wynne St. 48° 33′ 5″ N, 117° 54′ 25″ W                                          | Colville     |              |
| 9     | Kettle Falls District                        |                                              | 20. Nov. 1974 ID-Nr. 74000352 | Adresse nicht veröffentlicht                                                           | Kettle Falls |              |
| 10    | Little Falls Hydroelectric Power Plant       | weitere Bilder                               | 15. Dez. 1988 ID-Nr. 88002737 | Spokane River 47° 49′ 53″ N, 117° 55′ 0″ W                                             | Reardan      |              |
| 11    | Long Lake Hydroelectric Power Plant          | weitere Bilder                               | 15. Dez. 1988 ID-Nr. 88002738 | Spokane River 47° 50′ 10″ N, 117° 50′ 19″ W                                            | Ford         |              |
| 12    | Long Lake Pictographs                        |                                              | 24. Mai 1976 ID-Nr. 76001922  | Adresse nicht veröffentlicht                                                           | Ford         |              |
| 13    | Loon Lake School                             | Loon Lake School                             | 19. Nov. 1992 ID-Nr. 92001592 | 4000 Colville Rd. 48° 3′ 47,7″ N, 117° 37′ 53,6″ W                                     | Loon Lake    |              |
| 14    | H. M. McCauley House                         |                                              | 18. Apr. 1979 ID-Nr. 79002560 | 285 Oak St. 48° 32′ 42″ N, 117° 54′ 13″ W                                              | Colville     |              |
| 15    | Meyers Falls Power Plant Historic District   | weitere Bilder                               | 29. Juni 1995 ID-Nr. 95000808 | südlich von Kettle Falls an der Colville River 48° 35′ 41,9″ N, 118° 3′ 36″ W          | Kettle Falls |              |
| 16    | Northport School                             | Northport School                             | 4. Okt. 1979 ID-Nr. 79002561  | South and 7th Sts. 48° 54′ 49″ N, 117° 46′ 59″ W                                       | Northport    |              |
| 17    | Old Indian Agency                            | weitere Bilder                               | 17. Mai 1974 ID-Nr. 74001981  | 309 N. 3rd St. E. 48° 16′ 43,8″ N, 117° 42′ 49,8″ W                                    | Chewelah     |              |
| 18    | Opera House and IOOF Lodge                   | Opera House and IOOF Lodge                   | 18. Apr. 1997 ID-Nr. 97000319 | 151 W. 1st Ave. 48° 32′ 40″ N, 117° 54′ 18″ W                                          | Colville     |              |
| 19    | Orient Bridge                                | weitere Bilder                               | 16. Juli 1982 ID-Nr. 82004297 | Richardson Rd., über den Kettle River 48° 51′ 59″ N, 118° 11′ 52″ W                    | Orient       |              |
| 20    | Red Mountain Railroad Bridge                 |                                              | 16. Juli 1982 ID-Nr. 82004296 | über den Little Sheep Creek 48° 58′ 3″ N, 117° 48′ 53″ W                               | Northport    |              |
| 21    | Rickey Block                                 | Rickey Block                                 | 30. Juni 1995 ID-Nr. 95000807 | 230 S. Main St. 48° 32′ 34,7″ N, 117° 54′ 22,3″ W                                      | Colville     |              |
| 22    | St. Paul’s Mission                           | weitere Bilder                               | 20. Nov. 1974 ID-Nr. 74002259 | westlich von Kettle Falls am Lake Roosevelt 48° 37′ 37″ N, 118° 6′ 18″ W               | Kettle Falls |              |
| 23    | Spokane River Bridge at Long Lake Dam        | weitere Bilder                               | 24. Mai 1995 ID-Nr. 95000628  | WA 231 über den Spokane River 47° 50′ 19″ N, 117° 51′ 5″ W                             | Reardan      |              |
| 24    | U.S. Post Office – Colville Main             | U.S. Post Office – Colville Main             | 7. Aug. 1991 ID-Nr. 91000644  | 204 S. Oak 48° 32′ 35″ N, 117° 54′ 13″ W                                               | Colville     |              |
| 25    | Colburn T. Winslow House                     | Colburn T. Winslow House                     | 26. Apr. 1990 ID-Nr. 90000670 | 458 E. 2nd St. 48° 32′ 43″ N, 117° 53′ 57″ W                                           | Colville     |              |